# アンドレ・アルメイダ (2000年生のサッカー選手)
アンドレ・アルメイダ（André Almeida, 2000年5月30日 - ）は、ポルトガルのブラガ県・ギマランイス出身のサッカー選手。ラ・リーガ・バレンシアCF所属。ポジションはMF。

## 経歴
ポルトガルのギマランイスで生まれたアルメイダは9歳の頃に地元のヴィトーリアSCのユースチームに入団した。
2016年8月6日、アルメイダは当時16歳という若さでセグンダ・リーガ・CDサンタ・クララ戦でプロデビューを果たした。
2019年8月19日に行われたボアヴィスタFC戦ではスターティングメンバーに選ばれ、ポルトガル1部リーグデビューをした。デビューしてから約3週間後、9月8日のリオ・アヴェFC戦で1部リーグ初ゴールを決めた。
2022年8月25日、プレミアリーグのブライトンやウルブス、母国ポルトガルの強豪チームFCポルトも興味を示していたが、移籍金750万€でバレンシアCFと2028年6月30日までの6年契約を結んだ。

## 代表経歴
2015年から各年代別のポルトガル代表に選出されている。
2018年2月14日に行われ18歳以下のハンガリー代表との親善試合ではキャプテンマークを巻いて試合に出場した。
2021年9月6日、21歳以下の欧州選手権予選のU-21ベラルーシ戦で21歳以下のポルトガル代表チームデビューを果たすと、その後行われたU-21リヒテンシュタイン戦で1得点を挙げた。
ジョージアとルーマニアで開催された本大会では23人のメンバーのうちの1人に選ばれ、アルメイダはグループステージ最終節のU-21オランダ戦で得点するも、チームは準々決勝でU-21イングランド代表に0-1で敗れて敗退した。

## 個人成績
2023年7月28日現在
| クラブ                      | シーズン       | リーグ戦           | リーグ戦 | リーグ戦 | カップ戦 | カップ戦 | リーグ杯 | リーグ杯 | 国際大会 | 国際大会 | その他 | その他 | 通算 | 通算 |
| クラブ                      | シーズン       | ディビジョン       | 出場     | 得点     | 出場     | 得点     | 出場     | 得点     | 出場     | 得点     | 出場   | 得点   | 出場 | 得点 |
| --------------------------- | -------------- | ------------------ | -------- | -------- | -------- | -------- | -------- | -------- | -------- | -------- | ------ | ------ | ---- | ---- |
| ヴィトーリア・ギマランイスB | 2016-17        | リーガ・プロ       | 4        | 0        | —        | —        | —        | —        | —        | —        | —      | —      | 4    | 0    |
| ヴィトーリア・ギマランイスB | 2017-18        | リーガ・プロ       | 0        | 0        | —        | —        | —        | —        | —        | —        | —      | —      | 0    | 0    |
| ヴィトーリア・ギマランイスB | 2018-19        | リーガ・プロ       | 19       | 0        | —        | —        | —        | —        | —        | —        | —      | —      | 19   | 0    |
| ヴィトーリア・ギマランイスB | 通算           | 通算               | 23       | 0        | —        | —        | —        | —        | —        | —        | —      | —      | 23   | 0    |
| ヴィトーリア・ギマランイス  | 2019-20        | リーガ・ポルトガル | 8        | 1        | 0        | 0        | 2        | 0        | 4        | 0        | —      | —      | 14   | 1    |
| ヴィトーリア・ギマランイス  | 2020-21        | リーガ・ポルトガル | 30       | 2        | 2        | 0        | 1        | 0        | —        | —        | —      | —      | 33   | 2    |
| ヴィトーリア・ギマランイス  | 2021-22        | リーガ・ポルトガル | 31       | 0        | 1        | 0        | 4        | 0        | —        | —        | —      | —      | 36   | 0    |
| ヴィトーリア・ギマランイス  | 2022-23        | リーガ・ポルトガル | 3        | 0        | 0        | 0        | 0        | 0        | 3        | 0        | —      | —      | 6    | 0    |
| ヴィトーリア・ギマランイス  | 通算           | 通算               | 72       | 3        | 3        | 0        | 7        | 0        | 7        | 0        | —      | —      | 89   | 3    |
| バレンシア                  | 2022-23        | ラ・リーガ         | 34       | 2        | 3        | 0        | —        | —        | —        | —        | 1      | 0      | 38   | 2    |
| バレンシア                  | 2023-24        | ラ・リーガ         |          |          |          |          | —        | —        | —        | —        |        |        |      |      |
| バレンシア                  | 通算           | 通算               | 34       | 2        | 3        | 0        | —        | —        | —        | —        | 1      | 0      | 38   | 2    |
| キャリア総通算              | キャリア総通算 | キャリア総通算     | 129      | 5        | 6        | 0        | 7        | 0        | 7        | 0        | 1      | 0      | 150  | 5    |

1. ↑  UEFAヨーロッパリーグ
2. ↑  UEFAヨーロッパカンファレンスリーグ
3. ↑  スーペルコパ・デ・エスパーニャ